# Armavir
|  | For den sovjetiske film, se Armavir (film) |
Armavir (russisk: Армавир, tr. Armavir) er en by i Krasnodar kraj i det Sydlige føderale distrikt i Den Russiske Føderation. Byen har 184.546 (2024) indbyggere.